# Nakamura Haruki
Haruki Nakamura (中村開己, Nakamura Haruki), est un origamiste japonais né en 1967 dans la préfecture de Toyama, spécialisé dans le kirigami. Il est notamment connu pour des « bombes manchots », mais aussi pour divers objets interactifs, changeant de forme lorsqu'on les actionne.
Il appelle sa forme de kirigami kamikara (カミカラ).